# Giọng hát Việt nhí (mùa 4)
Mùa giải thứ tư của cuộc thi truyền hình thực tế Giọng hát Việt nhí đã được phát sóng vào ngày mồng 23 tháng 7 năm 2016 đến ngày 29 tháng 10 năm 2016 trên kênh VTV3, Đài Truyền hình Việt Nam. Từ mùa này, cặp đôi Giang Hồ chia tay ghế nóng HLV do trùng với tháng mang bầu lần 2 của Lưu Hương Giang, còn Hồ Hoài Anh chuyển sang vai trò là giám đốc âm nhạc. Những HLV của Giọng hát Việt nhí 2016 là các gương mặt hoàn toàn mới của làng nhạc trẻ Việt bao gồm Noo Phước Thịnh, Vũ Cát Tường, Đông Nhi - Ông Cao Thắng.
Trong đêm thi chung kết diễn ra vào ngày 29/10/2016, thí sinh Trịnh Nhật Minh đến từ đội Đông Nhi - Ông Cao Thắng đã trở thành quán quân và 3 thí sinh còn lại là Đào Nguyên Thụy Bình, Nguyễn Hoàng Mai Anh và Milana Zavolokina là các á quân.

## Vòng Blind Audition (Giấu mặt)
Ở vòng giấu mặt, các HLV sẽ bắt đầu "tuyển quân" để tìm ra 15 giọng ca nhí cho đội của mình. Các HLV sẽ ngồi quay lưng lại với thí sinh và sẽ không được biết bất kỳ thông tin về thí sinh cả ngoại trừ giọng hát. Nếu muốn "tuyển" thí sinh này về đội của mình, các HLV sẽ bấm nút "TÔI CHỌN BẠN" màu đỏ ngay trước mặt bất cứ lúc nào trước khi phần dự thi của thí sinh kết thúc. Nếu chỉ có 1 HLV quay lại, thí sinh sẽ về đội của HLV đó. Nếu có nhiều HLV quay lại, thí sinh được quyền chọn HLV mình yêu thích nhất và các HLV cũng sẽ được phép sử dụng mọi cách để "chiêu mộ" thí sinh về đội mình. HLV nào đã tuyển đủ thí sinh thì sẽ dừng tuyển trong khi các HLV khác vẫn tiếp tục. Vòng giấu mặt khép lại ngay khi tất cả HLV đã nhận đủ thí sinh.
Vòng giấu mặt phát sóng từ ngày 23 tháng 7 năm 2016.
Chú thích

### Tập 1 (23/7/2016)
| STT | Thí sinh (Tuổi, quê quán)                    | Bài hát dự thi (Sáng tác)                                          | Lựa chọn của của HLV và thí sinh | Lựa chọn của của HLV và thí sinh | Lựa chọn của của HLV và thí sinh |
| STT | Thí sinh (Tuổi, quê quán)                    | Bài hát dự thi (Sáng tác)                                          | Noo Phước Thịnh                  | Đông Nhi & Ông Cao Thắng         | Vũ Cát Tường                     |
| --- | -------------------------------------------- | ------------------------------------------------------------------ | -------------------------------- | -------------------------------- | -------------------------------- |
| 1   | Nguyễn Ngọc Hà Chi (9, Hà Nội)               | Đừng ngồi yên trong bóng tối (Võ Thiện Thanh)                      |                                  |                                  | —                                |
| 2   | Chu Tuấn Ngọc (9, Hà Nội)                    | Con có mẹ rồi (Hồ Hoài Anh)                                        |                                  |                                  | —                                |
| 3   | Trần Đình Nguyên (13, Hà Nội)                | Đông (Vũ Cát Tường)                                                |                                  |                                  |                                  |
| 4   | Phùng Bích Thuận (Không rõ, không rõ)        | My friend (Mỹ Tâm)                                                 | —                                | —                                | —                                |
| 5   | Nguyễn Ngọc Hoài An (Không rõ, không rõ)     | Giấc mơ mong manh (Ngọc Lễ)                                        | —                                | —                                | —                                |
| 6   | Nguyễn Khánh Ngọc (10, Thanh Hóa)            | Son (Đức Nghĩa)                                                    |                                  |                                  |                                  |
| 7   | Nguyễn Thúy Phượng (11, Thái Nguyên)         | Hai cô tiên (Only C)                                               | —                                | —                                |                                  |
| 8   | Lê Võ Thùy Dung (10, Quảng Ngãi)             | Lá cờ (Tạ Quang Thắng)                                             |                                  |                                  | —                                |
| 9   | Vũ Đàm Thùy Dung (10, Thành phố Hồ Chí Minh) | Dạ cổ hoài lang (Cao Văn Lầu)                                      |                                  |                                  |                                  |
| 10  | Nguyễn Thị Linh Nhi (12, Hà Nội)             | Treasure (Phredley Brown, Bruno Mars, Philip Lawrence, Ari Levine) |                                  | —                                | —                                |
| 11  | Trịnh Nhật Minh (10, Hà Nội)                 | Đá trông chồng (Lê Minh Sơn)                                       |                                  |                                  |                                  |

### Tập 2 (30/7/2016)
| STT | Thí sinh (Tuổi,quê quán)         | Bài hát dự thi (Sáng tác)                                              | Lựa chọn của của HLV và thí sinh | Lựa chọn của của HLV và thí sinh | Lựa chọn của của HLV và thí sinh |
| STT | Thí sinh (Tuổi,quê quán)         | Bài hát dự thi (Sáng tác)                                              | Noo Phước Thịnh                  | Đông Nhi & Ông Cao Thắng         | Vũ Cát Tường                     |
| --- | -------------------------------- | ---------------------------------------------------------------------- | -------------------------------- | -------------------------------- | -------------------------------- |
| 1   | Hoàng Minh Chánh (13, không rõ)  | Giọt sương trên mí mắt (Thanh Tùng)                                    | —                                |                                  |                                  |
| 2   | Phạm Thị Thu Huệ (15, Thanh Hóa) | Trước ngày hội bắn (Trịnh Quý)                                         |                                  |                                  | —                                |
| 3   | Nguyễn Lê Hiền Trân (9, Cần Thơ) | Bà mẹ quê (Phạm Duy)                                                   | —                                |                                  | —                                |
| 4   | Phạm Linh Phương (12, Hải Phòng) | Việt Nam trong tôi là (Yến Lê)                                         |                                  |                                  |                                  |
| 5   | Lưu Tuyết Nhi (13, Quảng Bình)   | Diamond (Sia Furier, Benjamin Leyin, Mikkel Eriksen, Tor Hermansen)    | —                                | —                                |                                  |
| 6   | Bùi Vũ Tường Vi (12, Đồng Nai)   | Đất nước lời ru (Văn Thành Nho)                                        |                                  | —                                | —                                |
| 7   | Phạm Đình Tây (12, Hà Tĩnh)      | Bão lũ (Vũ Quốc Việt)                                                  | —                                | —                                | —                                |
| 8   | Milana Zavolokina (10, Nga)      | Về ăn cơm (Sa Huỳnh)                                                   |                                  |                                  |                                  |
| 9   | Phan Nguyễn Hà My (13, Hà Nội)   | Bang bang boom boom (Nhạc: Beth Hart. Lời: Quốc Bảo)                   | —                                |                                  | —                                |
| 10  | Trần Ngọc Quang (13, Hà Nội)     | Bang bang (Max Martin, Savan Kotecha, Rickard, Goransson, Onika Maraj) |                                  |                                  |                                  |

### Tập 3 (6/8/2016)
| STT | Thí sinh (Tuổi, quê quán)                         | Bài hát dự thi (Sáng tác)                            | Lựa chọn của HLV và thí sinh | Lựa chọn của HLV và thí sinh | Lựa chọn của HLV và thí sinh |
| STT | Thí sinh (Tuổi, quê quán)                         | Bài hát dự thi (Sáng tác)                            | Noo Phước Thịnh              | Đông Nhi & Ông Cao Thắng     | Vũ Cát Tường                 |
| --- | ------------------------------------------------- | ---------------------------------------------------- | ---------------------------- | ---------------------------- | ---------------------------- |
| 1   | Nguyễn Hoàng Mai Anh (10, Thành phố Hồ Chí Minh)  | Tàu anh qua núi (Phan Lạc Hoa)                       |                              |                              | —                            |
| 2   | Nguyễn Xuân Phương (9, không rõ)                  | Chong chóng gió (Hồ Hoài Anh)                        | —                            | —                            | —                            |
| 3   | Nguyễn Kim Anh (12, Hà Nội)                       | Một phút giây (Thanh Bùi)                            |                              |                              |                              |
| 4   | Nguyễn Trường Lâm Kha (Không rõ, không rõ)        | Ngẫu hứng ngựa ô (Trần Tiến)                         | —                            | —                            | —                            |
| 5   | Phạm Duy Lân (Không rõ, không rõ)                 | Sáng tối (Nguyễn Hải Phong)                          | —                            | —                            | —                            |
| 6   | Trần Minh Nguyệt (12, Nam Định)                   | Can you feel the love tonight (Elton John, Tim Rice) |                              | —                            |                              |
| 7   | Phạm Nguyễn Khánh Linh (12, Hải Phòng)            | Chạy (Phạm Toàn Thắng)                               | —                            |                              |                              |
| 8   | Vũ Hoàng Minh (10, không rõ)                      | Con cò (Lưu Hà An)                                   | —                            | —                            |                              |
| 9   | Nguyễn Ngọc Phụng (11, Thành phố Hồ Chí Minh)     | Chạy (Đinh Kiếm Hào)                                 |                              |                              |                              |
| 10  | Huỳnh Thị Hoài Thương (13, Thành phố Hồ Chí Minh) | Tôi ru em ngủ (Trịnh Công Sơn)                       | —                            |                              | —                            |
| 11  | Nguyễn Như Quỳnh (12, Thanh Hóa)                  | Đồ chơi đất (Lưu Thiên Hương)                        | —                            |                              | —                            |
| 12  | Dương Gia Kiệt (10, Đà Nẵng)                      | Tự nguyện (Trương Quốc Khánh. Ý thơ: Tố Hữu)         |                              |                              |                              |

### Tập 4 (13/8/2016)
| STT | Thí sinh (Tuổi, quê quán)              | Bài hát dự thi (Sáng tác)                                          | Lựa chọn của của HLV và thí sinh | Lựa chọn của của HLV và thí sinh | Lựa chọn của của HLV và thí sinh |
| STT | Thí sinh (Tuổi, quê quán)              | Bài hát dự thi (Sáng tác)                                          | Noo Phước Thịnh                  | Đông Nhi & Ông Cao Thắng         | Vũ Cát Tường                     |
| --- | -------------------------------------- | ------------------------------------------------------------------ | -------------------------------- | -------------------------------- | -------------------------------- |
| 1   | Lê Quang Diễn (11, Hải Phòng)          | Huyền thoại hồ Núi Cốc (Phó Đức Phương)                            |                                  | —                                | —                                |
| 2   | Nguyễn Hoàng Vân Trang (13, Hải Phòng) | Quê nhà (Trần Tiến)                                                |                                  |                                  |                                  |
| 3   | Nguyễn Thùy Trang (9, Đắk Lắk)         | Lời ru một đời (Nguyễn Hồng Thuận)                                 | —                                | —                                |                                  |
| 4   | Nguyễn Hải Anh (10, Hà Nội)            | Born this way (Stefani Germanotta, Jeppe Laursen)                  | —                                | —                                |                                  |
| 5   | Nguyễn Tiến Hiếu (13, Hà Tĩnh)         | Hiên ngang (Anh Tuấn, Karik)                                       | —                                | —                                |                                  |
| 6   | Lê Khánh Linh (9, Thanh Hóa)           | Tôi mơ một giấc mơ (Claude Michael Schonberg. Lời Việt: Dương Thụ) |                                  |                                  |                                  |
| 7   | Nguyễn Duy Linh (10, Hà Nội)           | Mẹ (Nhạc: Phú Quang Lời: Hồng Thanh Quang)                         |                                  | —                                |                                  |
| 8   | Trần Tina (14, Thành phố Hồ Chí Minh)  | Uống trà (Phạm Toàn Thắng)                                         |                                  |                                  | —                                |
| 9   | Đỗ Đức Thịnh (12, Bắc Giang)           | Khúc hát sông quê (Nhạc: Nguyễn Trọng Tạo Thơ: Lê Huy Mậu)         | —                                | —                                | —                                |
| 10  | Trần Thị Diệu Linh (10, Hà Nội)        | Cause I love you (Đỗ Hiếu)                                         | —                                | —                                | —                                |
| 11  | Hồ Thảo Nguyên (10, Đắk Nông)          | Omio badbino caro (Giacomo Puccini, Giovachino Forzano)            |                                  |                                  |                                  |

### Tập 5 (20/8/2016)
| STT | Thí sinh (Tuổi,quê quán)                           | Bài hát dự thi (Sáng tác)                             | Lựa chọn của huấn luyện viên và thí sinh                     | Lựa chọn của huấn luyện viên và thí sinh                     | Lựa chọn của huấn luyện viên và thí sinh |
| STT | Thí sinh (Tuổi,quê quán)                           | Bài hát dự thi (Sáng tác)                             | Noo Phước Thịnh                                              | Đông Nhi & Ông Cao Thắng                                     | Vũ Cát Tường                             |
| --- | -------------------------------------------------- | ----------------------------------------------------- | ------------------------------------------------------------ | ------------------------------------------------------------ | ---------------------------------------- |
| 1   | Trần Khánh Huyền (12, Thanh Hóa)                   | Đông cuối (Phúc Bồ)                                   |                                                              | —                                                            | —                                        |
| 2   | Bùi Gia Quý (12, Thành phố Hồ Chí Minh)            | Tâm hồn của đá (Trần Lập)                             | —                                                            |                                                              |                                          |
| 3   | Đào Đức Đạt (14, Bắc Kạn)                          | Đôi chân trần (Yphon Ksor)                            | —                                                            | —                                                            | —                                        |
| 4   | Đoàn Thị Hà Linh (10, Ninh Bình)                   | Giấc mơ trưa (Nhạc: Giáng Son. Thơ: Nguyễn Vĩnh Tiến) | —                                                            | —                                                            | —                                        |
| 5   | Đào Nguyên Thụy Bình (9, Bến Tre)                  | Nỗi buồn mẹ tôi (Minh Vy)                             |                                                              |                                                              |                                          |
| 6   | Đặng Hồng Hải (13, Thành phố Hồ Chí Minh)          | Một đời người, một rừng cây (Trần Long Ẩn)            | —                                                            |                                                              | —                                        |
| 7   | Nguyễn Lê Thu Hương (9, Thanh Hóa)                 | Điều không thể mất (Ngọc Châu)                        | —                                                            | —                                                            |                                          |
| 8   | Nguyễn Ngọc Phương Nhi (13, Thành phố Hồ Chí Minh) | Nơi ấy (Hà Okio)                                      |                                                              |                                                              |                                          |
| 9   | Giang Hoàng Lâm (12, Hải Phòng)                    | Về nghe gió kể (Hoàng Anh Minh)                       | —                                                            |                                                              | —                                        |
| 10  | Lê Băng Giang (11, Hải Phòng)                      | Giấc mơ của tôi (Anh Quân)                            |                                                              |                                                              |                                          |
| 11  | Chiara Falcone (15, Đà Nẵng)                       | Send my love (Adele Adkins, Max Martin, Shellback)    | Được vào thẳng vòng đối đầu thông qua cuộc tuyển sinh online | Được vào thẳng vòng đối đầu thông qua cuộc tuyển sinh online |                                          |

## Vòng Battle (Đối đầu)
Tại vòng đối đầu, 45 thí sinh nhí sẽ được chia ra thành 5 trận đối đầu, mỗi trận 3 thí sinh. Mỗi nhóm sẽ thể hiện 1 bài hát đã được tập luyện từ trước ở trên sân khấu dưới sự hướng dẫn của huấn luyện viên chủ quản và cố vấn của vị HLV đấy. Sau khi thể hiện xong bài hát đối đầu, HLV chủ quản sẽ xướng danh 1 trong 3 thí sinh của mỗi nhóm đối đầu là người thắng cuộc & được đi tiếp vào vòng Liveshow. Sau khi tất cả các trận đối đầu diễn ra, HLV của mỗi đội sẽ có quyền cứu thêm 1 trong 10 thí sinh thua cuộc của đội mình đi tiếp vào vòng Liveshow cùng 5 thí sinh đã giành được phần thắng ở những trận đối đầu của đội. Như vậy, sau vòng thi Đối đầu kết thúc, có tổng cộng 18 thí sinh được đi tiếp vào vòng Liveshow.
Chú thích
     Thắng đối đầu trực tiếp do được HLV chọn
     Thua đối đầu trực tiếp nhưng được HLV cứu cuối cùng
     Thua đối đầu trực tiếp do không được HLV chọn và không được HLV cứu cuối cùng
Danh sách cố vấn âm nhạc của các đội trong vòng Đối đầu
| STT | Đội của HLV              | Cố vấn           |
| --- | ------------------------ | ---------------- |
| 1   | Noo Phước Thịnh          | Nguyễn Hải Phong |
| 2   | Đông Nhi & Ông Cao Thắng | Huỳnh Hiền Nǎng  |
| 3   | Vũ Cát Tường             | Hồng Nhung       |

### Tập 1 (27/8/2016)
| STT | Đội                      | Bài hát đối đầu (Sáng tác)                                                                                   | Thí sinh 1        | Thí sinh 2         | Thí sinh 3        |
| --- | ------------------------ | --- | ----------------- | ------------------ | ----------------- |
| 1   | Đông Nhi & Ông Cao Thắng | Quê hương Việt Nam (Anh Khang)                                                                               | Phạm Thị Thu Huệ  | Nguyễn Kim Anh     | Lê Võ Thùy Dung   |
| 2   | Vũ Cát Tường             | Nếu tôi được trở lại (Lưu Thiên Hương)                                                                       | Hoàng Minh Chánh  | Vũ Hoàng Minh      | Trần Đình Nguyên  |
| 3   | Noo Phước Thịnh          | Đưa cơm cho mẹ đi cày - Mẹ yêu con (Hàn Ngọc Bích - Nguyễn Văn Tý)                                           | Phạm Linh Phương  | Nguyễn Khánh Ngọc  | Nguyễn Ngọc Phụng |
| 4   | Đông Nhi & Ông Cao Thắng | I'm in love with a monster (Harmony Samuels, Carnen Recess, Sarah Mancuso, Edgarr Etlenne, Erika Coulter)    | Phan Nguyễn Hà My | Nguyễn Ngọc Hà Chi | Trần Ngọc Quang   |
| 5   | Noo Phước Thịnh          | Mái đình làng biển - Biết ơn chị Võ Thị Sáu - Cô gái vót chông (Nguyễn Cường - Nguyễn Đức Toàn - Hoàng Hiệp) | Bùi Vũ Tường Vi   | Trần Khánh Huyền   | Lê Băng Giang     |

### Tập 2 (3/9/2016)
| STT | Đội                      | Bài hát đối đầu (Sáng tác)                                                                    | Thí sinh 1             | Thí sinh 2             | Thí sinh 3             |
| --- | ------------------------ | --------------------------------------------------------------------------------------------- | ---------------------- | ---------------------- | ---------------------- |
| 1   | Noo Phước Thịnh          | Em bé quê - Hoa thơm bướm lượn - Người ở người về (Phạm Duy - Quan họ Bắc Ninh - Lê Minh Sơn) | Dương Gia Kiệt         | Nguyễn Ngọc Phương Nhi | Chu Tuấn Ngọc          |
| 2   | Đông Nhi & Ông Cao Thắng | Mừng tuổi mẹ (Trần Long Ẩn)                                                                   | Huỳnh Thị Hoài Thương  | Bùi Gia Quý            | Vũ Đàm Thùy Dung       |
| 3   | Vũ Cát Tường             | Lights (Ellie Goulding, Richard Stannard, Ash Howes)                                          | Milana Zavolokina      | Nguyễn Hải Anh         | Lưu Tuyết Nhi          |
| 4   | Đông Nhi & Ông Cao Thắng | Trong lành những giấc mơ (Lan Phạm)                                                           | Nguyễn Thị Như Quỳnh   | Lê Khánh Linh          | Nguyễn Lê Hiền Trân    |
| 5   | Vũ Cát Tường             | Bèo dạt mây trôi – Lý cây đa – Sa mưa giông (Dân ca Bắc Bộ – Bắc Sơn)                         | Phạm Nguyễn Khánh Linh | Đào Nguyên Thụy Bình   | Nguyễn Hoàng Vân Trang |

### Tập 3 (10/9/2016)
| STT | Đội                      | Bài hát đối đầu (Sáng tác) | Thí sinh 1             | Thí sinh 2            | Thí sinh 3           |
| --- | ------------------------ | --- | ---------------------- | --------------------- | -------------------- |
| 1   | Vũ Cát Tường             | Trời Hà Nội xanh (Văn Ký) | Nguyễn Thị Thúy Phượng | Nguyễn Lê Thu Hương   | Hồ Thảo Nguyên       |
| 2   | Noo Phước Thịnh          | Faded - Unconditionally (Alan Walker, Jesper Borgen, Adnders Froen, Gunnar Peterson, Katy Perry, Lukasz Gottwald, Max Martin, Henry Walter) | Nguyễn Duy Linh        | Nguyễn Linh Nhi       | Trần Minh Nguyệt     |
| 3   | Vũ Cát Tường             | Chợt như giấc mơ (Huy Trực) | Chiara Falcone         | Nguyễn Thị Thùy Trang | Nguyễn Tiến Hiếu     |
| 4   | Noo Phước Thịnh          | Nắng có còn xuân (Đức Trí) | Trần Tina              | Lê Quang Diễn         | Nguyễn Hoàng Mai Anh |
| 5   | Đông Nhi & Ông Cao Thắng | Thật bất ngờ (Lê Đức Hùng) | Giang Hoàng Lâm        | Trịnh Nhật Minh       | Đặng Hồng Hải        |

## Vòng Liveshow (Biểu diễn trực tiếp)
Trong vòng Liveshow của Giọng hát Việt nhí năm 2016 sẽ có sự thay đổi. Những thí sinh đã bị loại trong vòng liveshow sẽ có thêm một cơ hội duy nhất để được quay trở lại đêm thi chung kết mang tên "Chiếc vé may mắn". Khán giả sẽ bình chọn qua cổng trên trang điện tử www.saostar.vn. Thí sinh có số phần trăm (%) bình chọn cao nhất sẽ là chủ nhân của "Chiếc vé may mắn" bước đi tiếp vào đêm thi chung kết cùng với 3 thí sinh xuất sắc nhất. Cổng bình chọn ''Chiếc vé may mắn'' trên trang điện tử www.saostar.vn sẽ đóng lại vào đầu đêm thi Liveshow 6 (22/10/2016). Thí sinh Milana (MSBC: 10) với số lượt phần trăm bình chọn cao nhất là 13,32% đã trở thành chủ nhân của "Chiếc vé may mắn" tiến vào đêm thi Liveshow 7.
Chú thích màu sắc
     Thí sinh được vào vòng trong nhờ sự bình chọn của khán giả cao nhất
     Thí sinh được vào vòng trong nhờ sự bình chọn của khán giả cao nhì
     Thí sinh được vào vòng trong nhờ sự lựa chọn của huấn luyện viên
     Thí sinh bị loại

### Liveshow 1 & 2 (17/9/2016, 24/9/2016)
9 thí sinh đầu tiên của cả 3 đội sẽ biểu diễn cùng với nhau trong đêm Liveshow đầu tiên, mỗi một đội sẽ có 3 thí sinh biểu diễn. Kết quả sẽ không được công bố ở đêm thi này. 9 thí sinh tiếp theo của 3 đội sẽ cùng nhau biểu diễn ở Liveshow 2, mỗi một đội sẽ có 3 thí sinh nhí biểu diễn. Kết quả của các thí sinh sẽ được công bố vào cuối đêm Liveshow 2 theo cách thức như sau:
- 2 thí sinh được khán giả bình chọn cao nhất sẽ được vào Liveshow 3 đầu tiên.
- 2 thí sinh được HLV lựa chọn sẽ được vào Liveshow 3 tiếp theo.
- 2 thí sinh còn lại của đội sẽ bị loại.

| Liveshow                      | Thí sinh               | MSBC | Bài hát dự thi (Sáng tác) | Kết quả    |
| ----------------------------- | ---------------------- | ---- | --- | ---------- |
| Đội Noo Phước Thịnh           |                        |      | |            |
| Liveshow 1                    | Lê Băng Giang          | 14   | Độc huyền cầm - Thư pháp (Bảo Lan - Nguyễn Duy Hùng) | 25,15%     |
| Liveshow 1                    | Trần Minh Nguyệt       | 15   | Papa (Nhạc: Dương Khắc Linh. Lời: Hoàng Huy Long, Hồng Nhung)                                                                                                 | Loại       |
| Liveshow 1                    | Nguyễn Hoàng Mai Anh   | 18   | Chiếc áo bà ba - Áo mới Cà Mau - Mời anh đến thăm quê em (Trần Thiện Thanh - Thanh Sơn - Thùy Linh)                                                           | 19,71%     |
|                               |                        |      | |            |
| Liveshow 2                    | Trần Khánh Huyền       | 13   | Keep on moving (Walk Away - Thiều Bảo Trang) | Loại       |
| Liveshow 2                    | Chu Tuấn Ngọc          | 16   | One day (Hoàng Tôn) | HLV chọn 2 |
| Liveshow 2                    | Nguyễn Khánh Ngọc      | 17   | Trích đoạn "Thị Màu lên chùa" - Thị Màu Thị Kính (Vở chèo Quan Âm Thị Kính - Thiều Bảo Trang)                                                                 | HLV chọn 1 |
| Đội Đông Nhi và Ông Cao Thắng |                        |      | |            |
| Liveshow 1                    | Nguyễn Kim Anh         | 05   | Ăn gì đây? (Mr.T) | Loại       |
| Liveshow 1                    | Vũ Đàm Thùy Dung       | 01   | Bà tôi - Huế tình yêu của tôi - Bài ca đất phương Nam (Nguyễn Vĩnh Tiến - Nhạc: Trương Tuyết Mai. Thơ: Đoàn Thị Thanh Bình - Nhạc: Lư Nhất Vũ. Thơ: Lê Giang) | 20,38%     |
| Liveshow 1                    | Trịnh Nhật Minh        | 06   | Mẹ tôi (Trần Tiến) | 23,17%     |
|                               |                        |      | |            |
| Liveshow 2                    | Bùi Gia Quý            | 02   | Bước đến bên anh (Khắc Hưng) | HLV chọn 1 |
| Liveshow 2                    | Lê Khánh Linh          | 03   | Hồ trên núi (Phó Đức Phương) | Loại       |
| Liveshow 2                    | Trần Ngọc Quang        | 04   | Buông (Nguyễn Duy Anh) | HLV chọn 2 |
| Đội Vũ Cát Tường              |                        |      | |            |
| Liveshow 1                    | Hồ Thảo Nguyên         | 12   | Bóng cây Kơ-nia (Nhạc: Phan Huỳnh Điểu. Thơ: Ngọc Anh) | HLV chọn 1 |
| Liveshow 1                    | Nguyễn Hoàng Vân Trang | 11   | Mùa đông (Đinh Mạnh Ninh) | Loại       |
| Liveshow 1                    | Đào Nguyên Thụy Bình   | 07   | Nhớ mẹ lý mồ côi (Trương Quang Tuấn) | 30,53%     |
|                               |                        |      | |            |
| Liveshow 2                    | Chiara Falcone         | 08   | Stone cold (Demi Lovato, Laleh Pourkarim, Gustaf Egil Thorn)                                                                                                  | HLV chọn 2 |
| Liveshow 2                    | Vũ Hoàng Minh          | 09   | Gương thần (Thanh Bùi, Hoàng Huy Long) | 17,38%     |
| Liveshow 2                    | Milana Zavolokina      | 10   | This one's for you (David Guetta, Zara Larsson) | Loại       |

### Liveshow 3 (1/10/2016)
Trong đêm thi này, 12 thí sinh sẽ biểu diễn 1 tiết mục đơn ca. Cuối đêm thi, 2 thí sinh có số phần trăm khán giả bình chọn cao nhất và 1 thí sinh được HLV chọn sẽ đi tiếp vào Liveshow 4. Thí sinh còn lại của đội sẽ bị loại.
| Tiết mục                      | Thí sinh             | MSBC | Bài hát dự thi (Sáng tác)                                                          | Kết quả  |
| ----------------------------- | -------------------- | ---- | ---------------------------------------------------------------------------------- | -------- |
| Đội Noo Phước Thịnh           |                      |      |                                                                                    |          |
| 1                             | Lê Băng Giang        | 14   | Huyền thoại mẹ - Người mẹ của tôi (Trịnh Công Sơn - Xuân Hồng)                     | 27,5%    |
| 2                             | Chu Tuấn Ngọc        | 16   | Thánh Gióng ra trận (Cao Minh Thu)                                                 | Loại     |
| 3                             | Nguyễn Khánh Ngọc    | 17   | Tiếng đàn Ta lư (Huy Thục)                                                         | HLV chọn |
| 4                             | Nguyễn Hoàng Mai Anh | 18   | Bài ca người nữ tự vệ Sài Gòn (Phạm Minh Tuấn)                                     | 30,05%   |
| Đội Đông Nhi và Ông Cao Thắng |                      |      |                                                                                    |          |
| 1                             | Bùi Gia Quý          | 02   | Cha (Anh Tuấn, Karik)                                                              | 31,45%   |
| 2                             | Trần Ngọc Quang      | 04   | Dòng thời gian (Nhạc Hàn Quốc. Lời Việt: Tuấn Khanh)                               | Loại     |
| 3                             | Trịnh Nhật Minh      | 06   | Can’t take my eyes off you (Bob Crewe, Bob Gaudio)                                 | 31,94%   |
| 4                             | Vũ Đàm Thùy Dung     | 01   | Cô gái mở đường - Em đi qua cầu cây (Xuân Giao - Lê Văn Lộc)                       | HLV chọn |
| Đội Vũ Cát Tường              |                      |      |                                                                                    |          |
| 1                             | Chiara Falcone       | 08   | Tiếng đàn bầu (Nhạc: Nguyễn Đình Phúc. Thơ: Lữ Giang)                              | HLV chọn |
| 2                             | Hồ Thảo Nguyên       | 12   | Vì đâu (An Hiếu)                                                                   | 28,31%   |
| 3                             | Đào Nguyên Thụy Bình | 07   | Đào liễu (Chèo cổ khuyết danh)                                                     | 38,69%   |
| 4                             | Vũ Hoàng Minh        | 09   | All that see wants - Cheri cheri lady (Jonas Berggren, Ulf Ekberg - Dieter Bohien) | Loại     |

### Liveshow 4 (8/10/2016)
Trong đêm thi này, 9 thí sinh sẽ biểu diễn 1 tiết mục đơn ca. Cuối đêm thi, 1 thí sinh có số phần trăm khán giả bình chọn cao nhất và 1 thí sinh được HLV chọn sẽ đi tiếp vào Liveshow 5. Thí sinh còn lại của đội sẽ bị loại.
| Tiết mục                      | Thí sinh             | MSBC | Bài hát dự thi (Sáng tác)                                                               | Kết quả  |
| ----------------------------- | -------------------- | ---- | --------------------------------------------------------------------------------------- | -------- |
| Đội Noo Phước Thịnh           |                      |      |                                                                                         |          |
| 1                             | Lê Băng Giang        | 14   | Stronger (Alexandra Tamposi, David H. Gamson, Greg Alex Kurstin, Jorgen Kjell Elofsson) | Loại     |
| 2                             | Nguyễn Khánh Ngọc    | 17   | Và ta đã thấy mặt trời (Nguyễn Cường)                                                   | HLV chọn |
| 3                             | Nguyễn Hoàng Mai Anh | 18   | Đường cong (Nguyễn Hải Phong)                                                           | 35,67%   |
| Đội Đông Nhi và Ông Cao Thắng |                      |      |                                                                                         |          |
| 1                             | Vũ Đàm Thùy Dung     | 01   | Chị tôi (Trần Tiến)                                                                     | Loại     |
| 2                             | Bùi Gia Quý          | 02   | Ai cũng có ngày xưa (Phan Mạnh Quỳnh)                                                   | HLV chọn |
| 3                             | Trịnh Nhật Minh      | 06   | Bác làm vườn và con chim sâu (Lê Đức Hùng)                                              | 42,83%   |
| Đội Vũ Cát Tường              |                      |      |                                                                                         |          |
| 1                             | Chiara Falcone       | 08   | Vết mưa (Vũ Cát Tường)                                                                  | Loại     |
| 2                             | Hồ Thảo Nguyên       | 12   | Ave Maria - Hallelujah (Franz Schubert (Klassiker) - Leonard Cohen)                     | HLV chọn |
| 3                             | Đào Nguyên Thụy Bình | 07   | Somewhere over the rainbow (Harold Arlen)                                               | 46,68%   |

### Liveshow 5 (15/10/2016)
Trong đêm thi Liveshow 5, mỗi thí sinh của các đội sẽ thể hiện 1 bài hát đơn ca và 1 bài hát song ca với thí sinh còn lại trong đội mình. Cuối đêm thi, thí sinh có tổng số lượt phần trăm bình chọn cao hơn dựa trên 50% bình chọn của khán giả và 50% điểm số mà HLV cho sẽ bước tiếp vào Liveshow 6. Thí sinh còn lại của đội sẽ bị loại.
| Thứ tự                        | Thí sinh             | Mã số bình chọn | Bài hát dự thi đơn ca (Sáng tác)                     | Bài hát dự thi song ca (Sáng tác)                                                                                             | Điểm thành phần     | Điểm thành phần  | Tổng điểm (%) | Kết quả |
| Thứ tự                        | Thí sinh             | Mã số bình chọn | Bài hát dự thi đơn ca (Sáng tác)                     | Bài hát dự thi song ca (Sáng tác)                                                                                             | Tỉ lệ bình chọn (%) | Điểm HLV cho (%) | Tổng điểm (%) | Kết quả |
| ----------------------------- | -------------------- | --------------- | ---------------------------------------------------- | --- | ------------------- | ---------------- | ------------- | ------- |
| Đội Noo Phước Thịnh           |                      |                 |                                                      | |                     |                  |               |         |
| 1                             | Nguyễn Khánh Ngọc    | 17              | Mặt trời dịu êm (Dương Thụ)                          | Giếng làng - Ôi quê tôi (Lê Minh Sơn)                                                                                         | 48,58%              | 50%              | 98,58%        | Loại    |
| 2                             | Nguyễn Hoàng Mai Anh | 18              | Tìm lại (Nhóm Microwave)                             | Giếng làng - Ôi quê tôi (Lê Minh Sơn)                                                                                         | 51,42%              | 50%              | 101,42%       | Vào CK  |
| Đội Đông Nhi và Ông Cao Thắng |                      |                 |                                                      | |                     |                  |               |         |
| 1                             | Bùi Gia Quý          | 02              | Em bé quê (Quế Chi)                                  | Taxi (Nguyễn Hải Phong) | 47,83%              | 50%              | 97,83%        | Loại    |
| 2                             | Trịnh Nhật Minh      | 06              | Tình ca (Phạm Duy)                                   | Taxi (Nguyễn Hải Phong) | 52,17%              | 50%              | 102,17%       | Vào CK  |
| Đội Vũ Cát Tường              |                      |                 |                                                      | |                     |                  |               |         |
| 1                             | Đào Nguyên Thụy Bình | 07              | Quê hương (Nhạc: Giáp Văn Thạch. Thơ: Đỗ Trung Quân) | Em đi giữa biển vàng - Hạt gạo làng ta (Nhạc: Bùi Đình Thảo. Thơ: Nguyễn Khoa Đăng Nhạc: Trần Viết Bính. Thơ: Trần Đăng Khoa) | 59,23%              | 50%              | 109,23%       | Vào CK  |
| 2                             | Hồ Thảo Nguyên       | 12              | Mái đình làng biển (Nguyễn Cường)                    | Em đi giữa biển vàng - Hạt gạo làng ta (Nhạc: Bùi Đình Thảo. Thơ: Nguyễn Khoa Đăng Nhạc: Trần Viết Bính. Thơ: Trần Đăng Khoa) | 40,77%              | 50%              | 90,77%        | Loại    |

### Liveshow 6 (22/10/2016)
Trong đêm thi Liveshow 6, 3 thí sinh xuất sắc nhất của 3 đội sẽ thể hiện 1 ca khúc đơn ca và 1 ca khúc song ca cùng 1 vị khách mời. Sau đó MC sẽ công bố số lượt phần trăm bình chọn của khán giả từ cao xuống thấp. Tuy nhiên đêm thi này là đêm không loại và cả 3 thí sinh sẽ cùng đi tiếp vào đêm thi chung kết và trao giải (Liveshow 7) cùng với 1 thí sinh đã bị loại nhưng được khán giả bình chọn cao nhất trên Saostar & phần thi trên Youtube. Kết quả của đêm Liveshow 6 sẽ được cộng dồn với kết quả của Liveshow 7 để tìm ra quán quân. 
| Thí sinh                      | MSBC | Bài hát dự thi đơn ca (Sáng tác)                              | Bài hát dự thi song ca cùng khách mời (Sáng tác)                | Kết quả |
| ----------------------------- | ---- | ------------------------------------------------------------- | --------------------------------------------------------------- | ------- |
| Đội Noo Phước Thịnh           |      |                                                               |                                                                 |         |
| Nguyễn Hoàng Mai Anh          | 18   | Quê em mùa nước lũ - Chị đi tìm em (Tiến Luân - Vũ Quốc Việt) | Ngẫu hứng sông Hồng (Trần Tiến) (Khách mời: Hồng Nhung)         | 25,94%  |
| Đội Đông Nhi và Ông Cao Thắng |      |                                                               |                                                                 |         |
| Trịnh Nhật Minh               | 06   | Arirang alone (Nhạc Hàn Quốc - Lời Việt: Lưu Thiên Hương)     | Phật bà nghìn mắt nghìn tay (An Thuyên) (Khách mời: Hương Tràm) | 28,15%  |
| Đội Vũ Cát Tường              |      |                                                               |                                                                 |         |
| Đào Nguyên Thụy Bình          | 07   | Khao khát một lời ru (Vọng cổ)                                | Ngọn lửa cao nguyên (Trần Tiến) (Khách mời: Phương Thanh)       | 32,6%   |

### Liveshow 7 (29/10/2016)
Trong đêm thi Liveshow 7 và trao giải, 4 thí sinh (3 thí sinh còn trụ lại & 1 thí sinh bị loại nhưng được khán giả bình chọn trở lại chung kết) sẽ thể hiện 2 bài hát gồm 1 bài hát đơn ca và 1 bài hát song ca cùng HLV trong đội. Thí sinh có tổng số phần trăm bình chọn cao nhất sẽ là quán quân của Giọng hát Việt nhí năm 2016. 
| Thí sinh             | MSBC | Đội huấn luyện viên       | Tiết mục        | Ca khúc dự thi (Sáng tác)                                                                    | KQ                |
| -------------------- | ---- | ------------------------- | --------------- | -------------------------------------------------------------------------------------------- | ----------------- |
| Nguyễn Hoàng Mai Anh | 18   | Noo Phước Thịnh           | Đơn ca          | Nổi lửa lên em (Nhạc: Huy Thục. Thơ: Giang Nam)                                              | Á quân 2 (25,94%) |
| Nguyễn Hoàng Mai Anh | 18   | Noo Phước Thịnh           | Song ca với HLV | Cặp ba lá - Chuồn chuồn ớt (Lê Minh Sơn)                                                     | Á quân 2 (25,94%) |
|                      |      |                           |                 |                                                                                              |                   |
| Trịnh Nhật Minh      | 06   | Đông Nhi và Ông Cao Thắng | Đơn ca          | Phù thủy sợ ma - Thành phố miền quan họ (Chèo cổ - Nhạc: Nguyễn Cường - Thơ: Giáp Văn Chiến) | Quán quân (36,9%) |
| Trịnh Nhật Minh      | 06   | Đông Nhi và Ông Cao Thắng | Song ca với HLV | We belong together (Huỳnh Hiền Năng)                                                         | Quán quân (36,9%) |
|                      |      |                           |                 |                                                                                              |                   |
| Đào Nguyên Thụy Bình | 07   | Vũ Cát Tường              | Đơn ca          | Hát từ cội nguồn (Nhạc: Phan Chí Thanh. Thơ: Vũ Quốc Thành)                                  | Á quân 1 (32,65%) |
| Đào Nguyên Thụy Bình | 07   | Vũ Cát Tường              | Song ca với HLV | Tôi (Vũ Cát Tường)                                                                           | Á quân 1 (32,65%) |
| Milana Zavolokina    | 10   | Vũ Cát Tường              | Đơn ca          | Ô mê ly (Văn Phụng)                                                                          | Á quân 3 (5,32%)  |
| Milana Zavolokina    | 10   | Vũ Cát Tường              | Song ca với HLV | Anh và anh (Vũ Cát Tường)                                                                    | Á quân 3 (5,32%)  |

## Đội
Chú thích
| - Quán quân - Á quân 1 - Á quân 2 | - Á quân 3 - Thí sinh bị loại ở vòng Liveshow - Thí sinh bị loại ở vòng Đối đầu |

| HLV                      | Top 45 thí sinh        | Top 45 thí sinh        | Top 45 thí sinh       | Top 45 thí sinh   | Top 45 thí sinh |
| ------------------------ | ---------------------- | ---------------------- | --------------------- | ----------------- | --------------- |
| Noo Phước Thịnh          |                        |                        |                       |                   |                 |
| Nguyễn Hoàng Mai Anh     | Nguyễn Khánh Ngọc      | Lê Băng Giang          | Chu Tuấn Ngọc         | Trần Minh Nguyệt  |                 |
| Trần Khánh Huyền         | Lê Quang Diễn          | Trần Tina              | Phạm Linh Phương      | Nguyễn Ngọc Phụng |                 |
| Bùi Vũ Tường Vi          | Dương Gia Kiệt         | Nguyễn Ngọc Phương Nhi | Nguyễn Linh Nhi       | Nguyễn Duy Linh   |                 |
| Đông Nhi & Ông Cao Thắng |                        |                        |                       |                   |                 |
| Trịnh Nhật Minh          | Bùi Gia Quý            | Vũ Đàm Thùy Dung       | Trần Ngọc Quang       | Nguyễn Kim Anh    |                 |
| Lê Khánh Linh            | Đặng Hồng Hải          | Giang Hoàng Lâm        | Huỳnh Thị Hoài Thương | Phan Nguyễn Hà My |                 |
| Nguyễn Ngọc Hà Chi       | Nguyễn Lê Hiền Trân    | Nguyễn Thị Như Quỳnh   | Lê Võ Thùy Dung       | Phạm Thị Thu Huệ  |                 |
| Vũ Cát Tường             |                        |                        |                       |                   |                 |
| Đào Nguyên Thụy Bình     | Milana Zavolokina      | Hồ Thảo Nguyên         | Chiara Falcone        | Vũ Hoàng Minh     |                 |
| Nguyễn Hoàng Vân Trang   | Phạm Nguyễn Khánh Linh | Nguyễn Thị Thúy Phượng | Nguyễn Lê Thu Hương   | Nguyễn Tiến Hiếu  |                 |
| Nguyễn Thị Thùy Trang    | Hoàng Minh Chánh       | Trần Đình Nguyên       | Lưu Tuyết Nhi         | Nguyễn Hải Anh    |                 |

## Bảng loại trừ
| - Thí sinh đội Noo Phước Thịnh | - Thí sinh đội Đông Nhi & Ông Cao Thắng | - Thí sinh đội Vũ Cát Tường |

Kết quả chi tiết
| - Quán quân - Á quân - Giải ba - Giải tư | - Được cứu bởi "Chiếc vé may mắn" - Thí sinh an toàn do được khán giả chọn - Thí sinh an toàn do được HLV chọn - Thí sinh bị loại |

| Thí sinh               | Tuần 1+2   | Tuần 3          | Tuần 4          | Tuần 5                          | Chung kết 1 + 2   |
| ---------------------- | ---------- | --------------- | --------------- | ------------------------------- | ----------------- |
| Trịnh Nhật Minh        | 23,17%     | 31,94%          | 42,83%          | 102,17%                         | Quán quân (36,9%) |
| Đào Nguyên Thụy Bình   | 30,53%     | 38,69%          | 46,68%          | 109,23%                         | Á quân 1 (32,65%) |
| Nguyễn Hoàng Mai Anh   | 19,71%     | 30,05%          | 35,67%          | 101,42%                         | Á quân 2 (25,94%) |
| Milana Zavolokina      | Loại       | Loại (Tuần 1)   | Loại (Tuần 1)   | Được cứu bởi "Chiếc vé may mắn" | Á quân 3 (5,32%)  |
| Hồ Thảo Nguyên         | HLV chọn 1 | 28,31%          | HLV chọn        | Loại                            | Loại (Bán kết)    |
| Bùi Gia Quý            | HLV chọn 1 | 31,45%          | HLV chọn        | Loại                            | Loại (Bán kết)    |
| Nguyễn Khánh Ngọc      | HLV chọn 1 | HLV chọn        | HLV chọn        | Loại                            | Loại (Bán kết)    |
| Vũ Đàm Thùy Dung       | 20,38%     | HLV chọn        | Loại            | Loại (Tuần 4)                   | Loại (Tuần 4)     |
| Chiara Falcone         | HLV chọn 2 | HLV chọn        | Loại            | Loại (Tuần 4)                   | Loại (Tuần 4)     |
| Lê Băng Giang          | 25,15%     | 27,5%           | Loại            | Loại (Tuần 4)                   | Loại (Tuần 4)     |
| Chu Tuấn Ngọc          | HLV chọn 2 | Loại            | Loại (Tuần 3)   | Loại (Tuần 3)                   | Loại (Tuần 3)     |
| Trần Ngọc Quang        | HLV chọn 2 | Loại            | Loại (Tuần 3)   | Loại (Tuần 3)                   | Loại (Tuần 3)     |
| Vũ Hoàng Minh          | 17,38%     | Loại            | Loại (Tuần 3)   | Loại (Tuần 3)                   | Loại (Tuần 3)     |
| Trần Minh Nguyệt       | Loại       | Loại (Tuần 1+2) | Loại (Tuần 1+2) | Loại (Tuần 1+2)                 | Loại (Tuần 1+2)   |
| Trần Khánh Huyền       | Loại       | Loại (Tuần 1+2) | Loại (Tuần 1+2) | Loại (Tuần 1+2)                 | Loại (Tuần 1+2)   |
| Nguyễn Kim Anh         | Loại       | Loại (Tuần 1+2) | Loại (Tuần 1+2) | Loại (Tuần 1+2)                 | Loại (Tuần 1+2)   |
| Lê Khánh Linh          | Loại       | Loại (Tuần 1+2) | Loại (Tuần 1+2) | Loại (Tuần 1+2)                 | Loại (Tuần 1+2)   |
| Nguyễn Hoàng Vân Trang | Loại       | Loại (Tuần 1+2) | Loại (Tuần 1+2) | Loại (Tuần 1+2)                 | Loại (Tuần 1+2)   |